# ヨコハマグランドインターコンチネンタルホテル
ヨコハマ グランド インターコンチネンタル ホテル（英: Inter Continental Yokohama Grand）は、神奈川県横浜市西区みなとみらいにあるホテル。運営は株式会社横浜グランドインターコンチネンタルホテル。施設はパシフィコ横浜の一部となっている。

## 特徴
当ホテルはみなとみらい地区の18街区に位置する。「風をはらんだヨットの帆」の形を模した外観が特徴的であり、横浜を代表する高級ホテルである。地下1階・地上31階、客室数594室。建物の高さは140m。1989年に着工し、1991年8月20日に開業した。
横浜を代表するホテルであり、特徴的な形状が目を引く。横浜ランドマークタワーやクイーンズスクエア横浜、よこはまコスモワールドの観覧車「コスモクロック21」と並んで、同地区および現代の横浜のシンボル的存在の一つであり、ドラマやCMなど、テレビで横浜の風景を放送する際には必ずと言っていいほど画面の何処かにその姿が映っている。当ホテルの関連施設であるパシフィコ横浜の「会議センター」（波に反射する光をイメージ）、「国立大ホール」（貝殻のデザイン）、「展示ホール」（波がモチーフ）とともに、海との一体感を表現したシンボリックなデザインとなっている。
ヨット型の当ホテル建物の頂上（新港地区側）、先端部をよく見ると、ブロンズの女神像が立っている。安全な航海を祈願し、多くの船の先端に飾られた女神像をイメージしたものである。「みちびき」と名づけられたこの女神像は、横浜の飛翔や世界の平和を願い、ホテル開業時に設置された。また、ホテルのロビー1階には女神像の原型（高さ約1m〈4分の1〉）が設置されている。
なお、この女神像に因み眼下に架かる人道橋は「女神橋」と名付けられている。

## 運営会社
運営会社は、株式会社横浜グランドインターコンチネンタルホテル。同社は2019年10月31日、横浜ハンマーヘッド内に開業したインターコンチネンタル横浜Pier 8も所有・運営する。

## ギャラリー

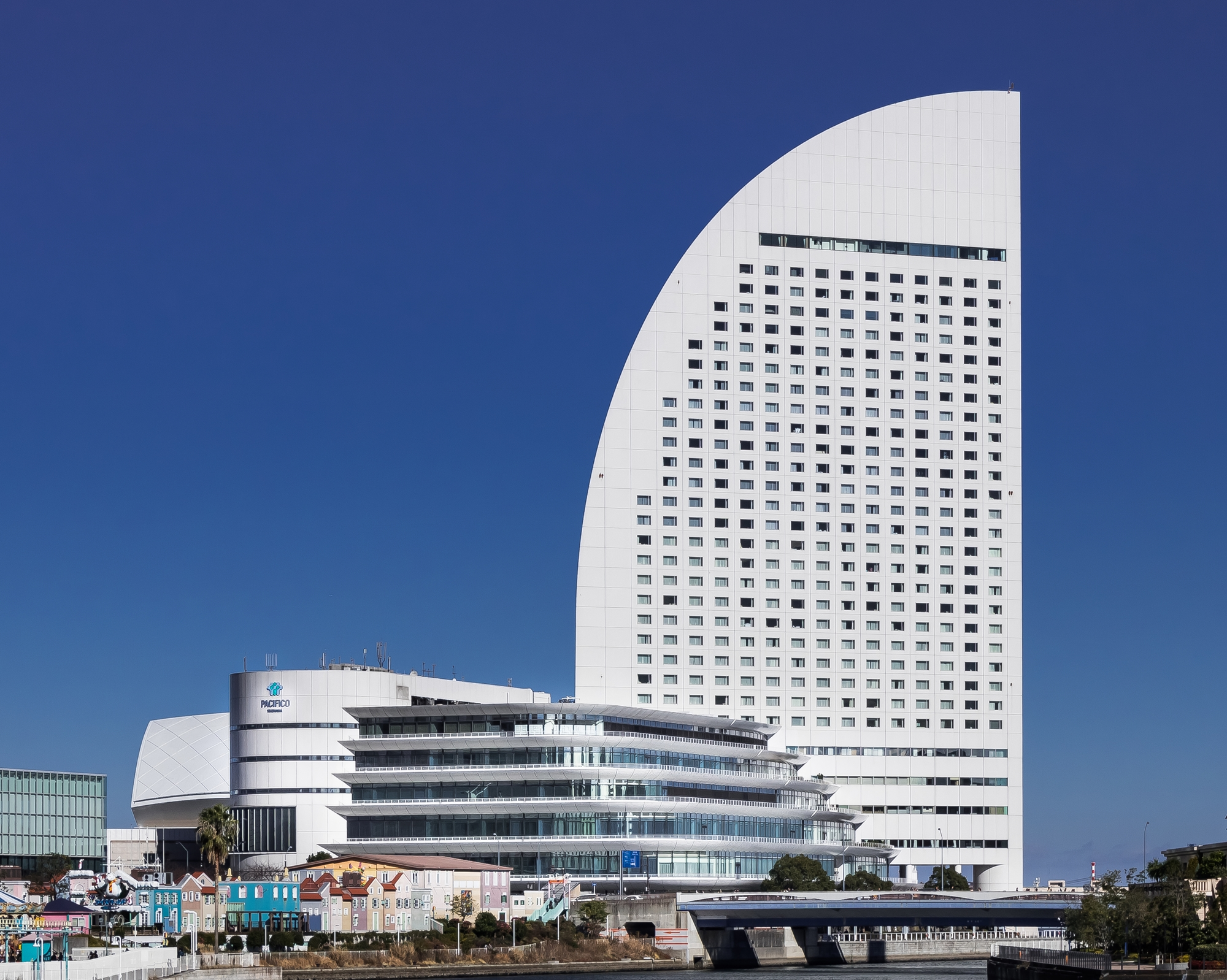
パシフィコ横浜国際会議場および展示ホール (左) と当ホテル (右)
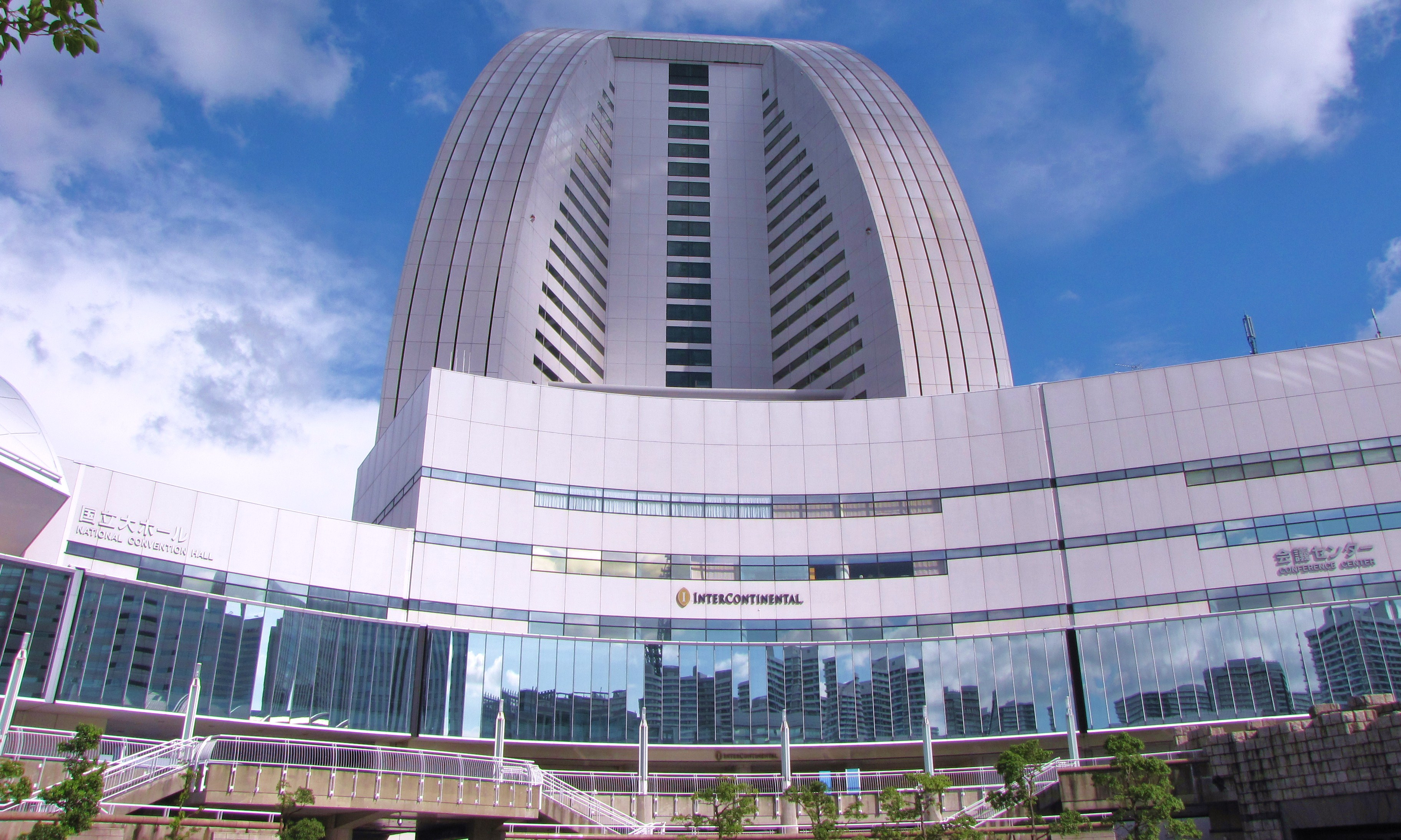
正面玄関
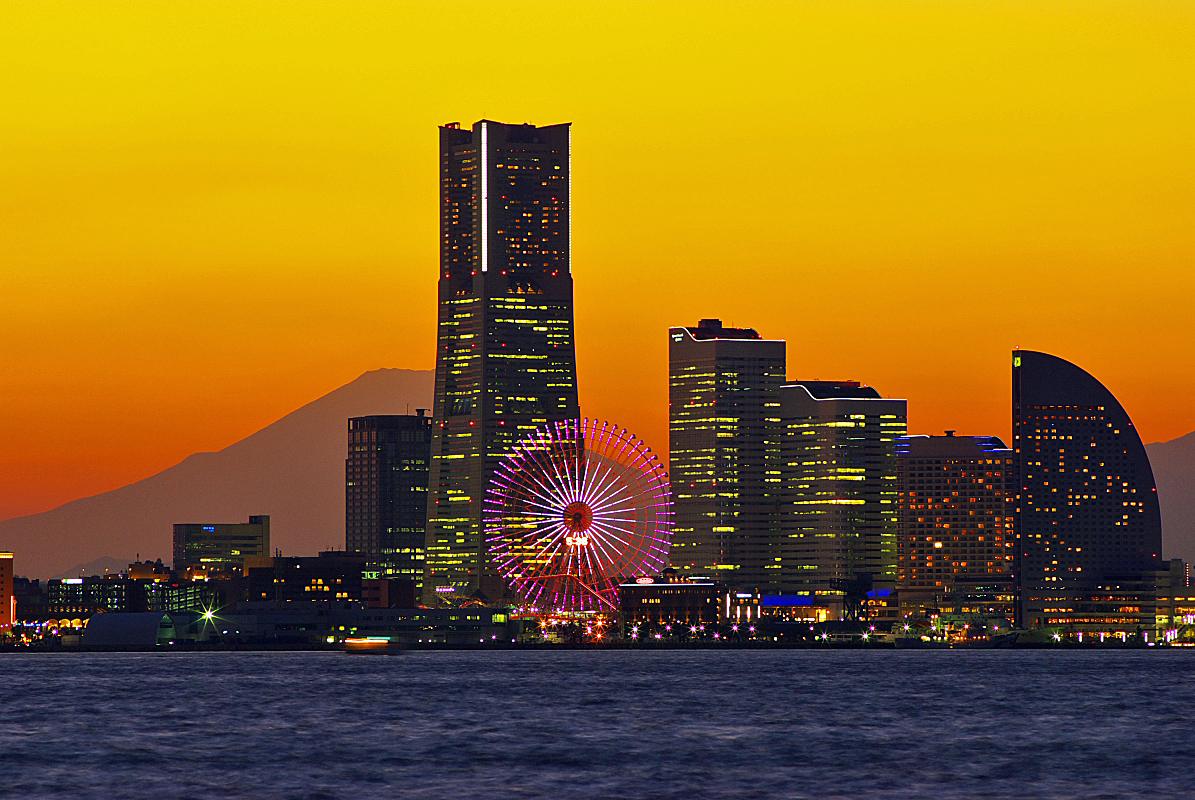
みなとみらい全景

## フィクション作品への登場
- 『さらば あぶない刑事』 - 劇中で登場。キョウイチ・ガルシアとディーノ・カトウがスイートルームに宿泊。
- 『あぶない刑事リターンズ』 - 劇中で登場。ダイニングサロン（宴会場）「メイフェア」で行われていた頭取会をブレーメンが急襲する。
- 『ゴジラvsモスラ』 - 劇中、ゴジラの熱線で破壊されてしまう。
- 『沈まぬ太陽』 - 劇中で登場する。
- 『夜明けの街で』 - 劇中で登場する。
- 『デジモンセイバーズ』 - 第36話にて、倉田の策謀によってみなとみらい上空に出現したベルフェモンの攻撃（エターナルナイトメア）により破壊される。

## その他
- サザンオールスターズの楽曲「LOVE AFFAIR 〜秘密のデート」には客室のひとつ「ハーバービュー」が歌詞に登場する。